# Міжнародний рік мов корінних народів
Міжнародний рік мов корінних народів (скорочено IYIL2019) був оголошений Організацією Об'єднаних Націй з метою підвищення обізнаності про наслідки загрози знищення мов корінних народів у всьому світі з метою встановлення зв'язку між мовою, розвитком, миром і примиренням.

## Історія
Міжнародний рік проголошено на Генеральній Асамблеї ООН 2016 року (резолюція A/RES/71/17) на запит Постійного форуму ООН з питань корінних народів. Резолюція Генеральної Асамблеї закликала ЮНЕСКО стати головною агенцією ООН для координації року.

## Цілі
Міжнародний рік мов корінних народів мав на меті зосередити увагу на ризиках, з якими стикаються мови корінних народів, особливо ті, які важливі для розвитку, примирення, належного управління та розбудови миру. Він був спрямований на покращення якості життя, розширення міжнародної співпраці та зміцнення міжкультурного діалогу для підтвердження спадкоємності корінних мов і культур.
У цьому році запланували проведення заходів у трьох тематичних сферах, які охоплюють як Порядок денний сталого розвитку на 2010 рік, так і 17 цілей сталого розвитку. У цьому році могли взяти участь корінні народи, організації системи ООН, країни, наукові кола, державні та приватні організації та медіа.
Тематичними напрямками були:
- підтримка відродження та збереження мов корінних народів шляхом: створення більшої кількості матеріалів і контенту та ширшого спектра послуг, використовуючи мовні, інформаційні та комунікаційні технології;
- збереження мов корінних народів, створення доступу до освіти, інформації та знань на та про мови корінних народів для дітей, молоді та дорослих корінних народів, покращення збору даних та обміну інформацією;
- інтеграція сфер знань і цінностей корінних народів і культур у більш широкі соціокультурні, економічні та політичні сфери, а також культурні практики, такі як традиційні види спорту та ігри.

Рік мав п'ять основних сфер:
- посилення розуміння, примирення та міжнародної співпраці;
- створення сприятливих умов для обміну знаннями та поширення передового досвіду щодо мов корінних народів;
- інтеграція корінних мов у правотворчості;
- розширення можливостей через розбудову потенціалу;
- зростання та розвиток через опрацювання нових знань.

## Учасники
Партнерами в організації року були такі країни, як Австралія, Еквадор, Естонія, Франція, Гамбія, Саудівська Аравія, Болівія, Норвегія, Швеція та інші.

## Заходи
Протягом року провели понад 1000 заходів, зокрема:
- міжнародні конференції (10);
- міжнародні зустрічі (58)
- семінари і тренінги (102);
- симпозіуми (36);
- концерти (37);
- виставки (112).

У Херсонській обласні універсальній науковій бібліотеці ім. Олеся Гончара в межах року провели презентацію книжкової виставки «Мова кожного народу неповторна і — своя», під час якої особливу увагу приділено кримськотатарській мові.